# Nord-Ouest tunisien

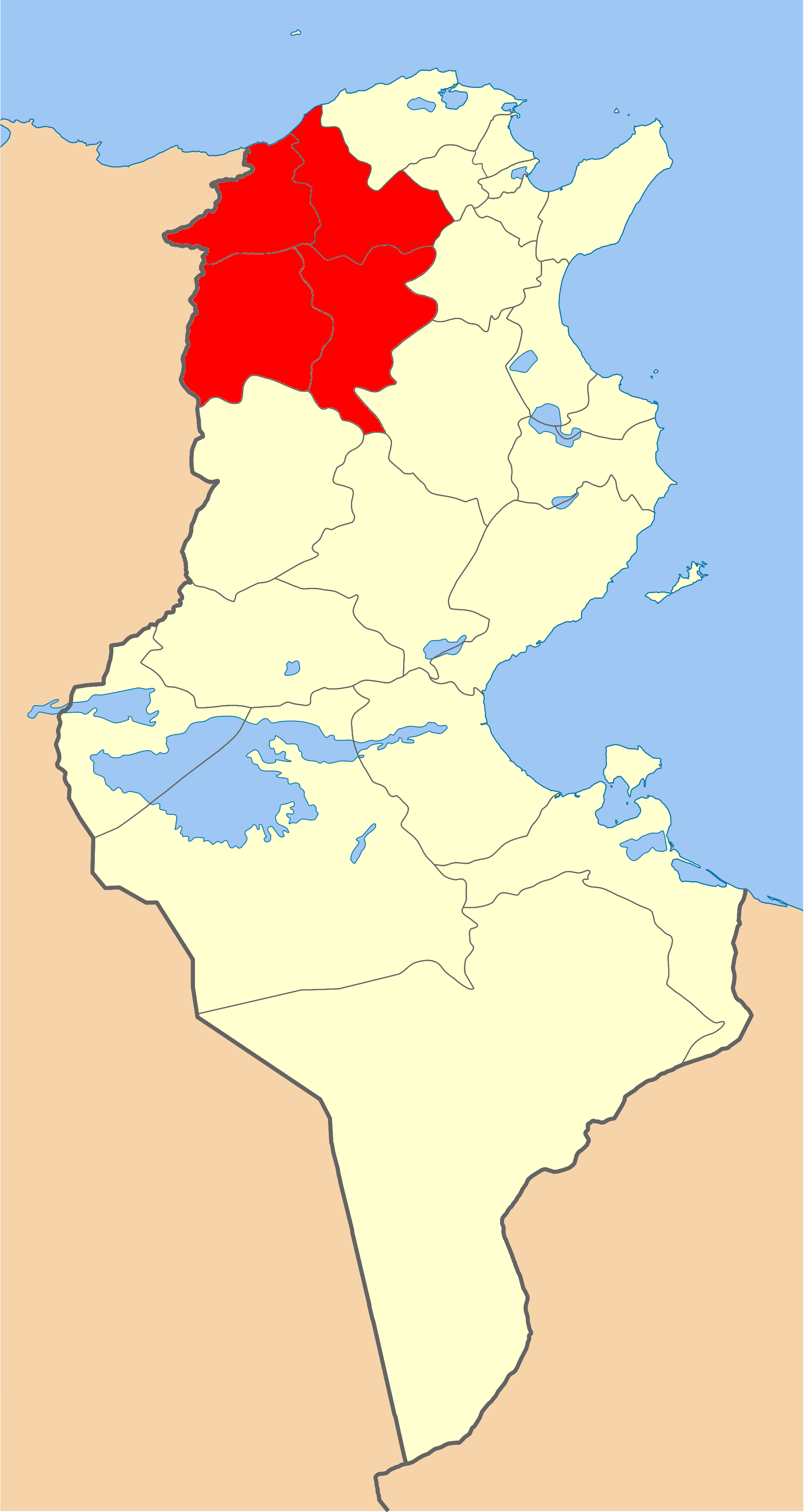
Localisation de la région du Nord-Ouest tunisien.

Le Nord-Ouest tunisien (arabe : الشمال الغربي) est une région du nord de la Tunisie, couvrant les gouvernorats de Béja, de Jendouba, du Kef et de Siliana.

## Géographie

### Situation
En 2004, la région Nord-Ouest regroupe administrativement quatre gouvernorats, ceux de Béja, du Kef, de Jendouba et de Siliana, quarante délégations, 38 municipalités et 369 imadas.
Le Nord-Ouest couvre une superficie de 16 267 km2, soit 10 % de celle de la Tunisie, dont 3 558 km2 pour Béja, 4 965 km2 pour Le Kef, 3 102 km2 pour Jendouba et 4 642 km2 pour Siliana.

### Relief et paysages
La Table de Jugurtha représente l'un des reliefs les plus connus de la région.

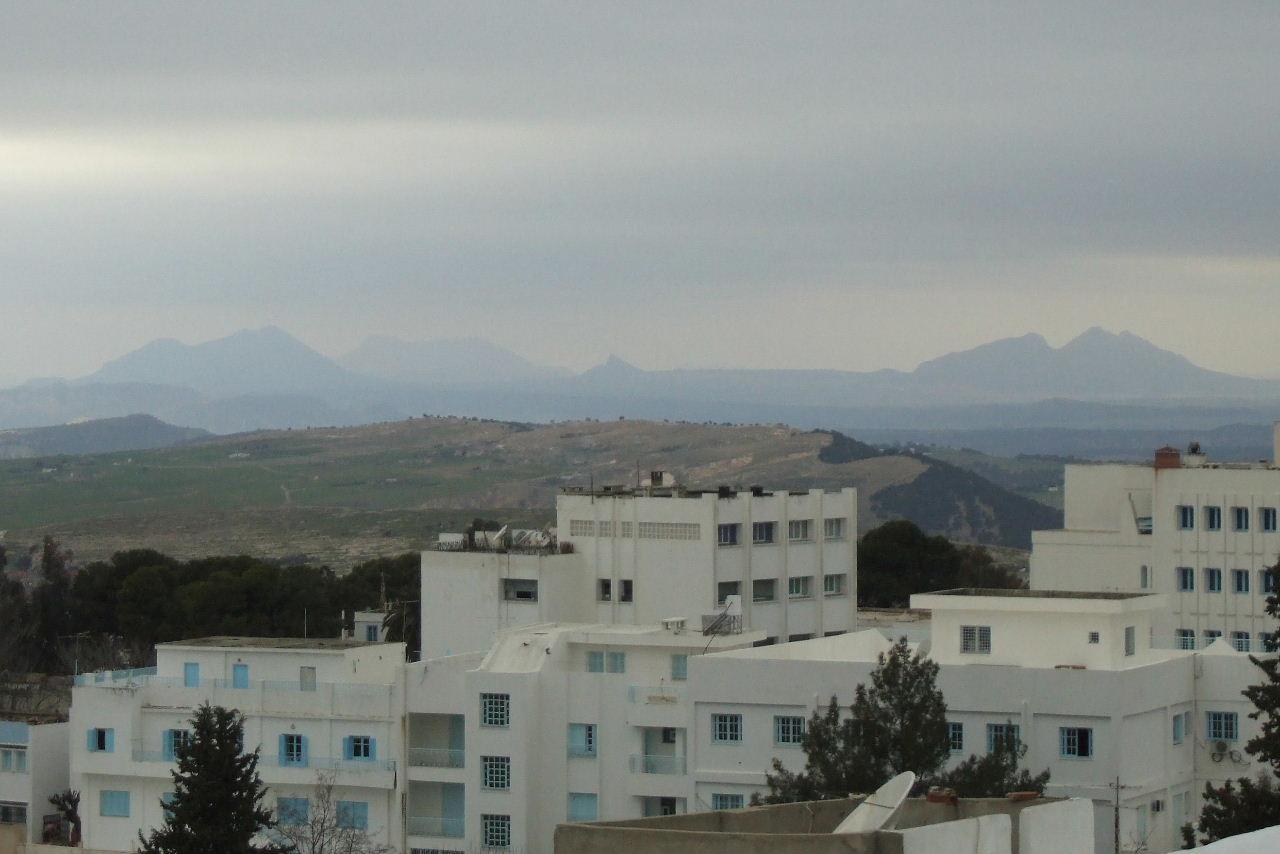
Vue de la Table de Jugurtha.
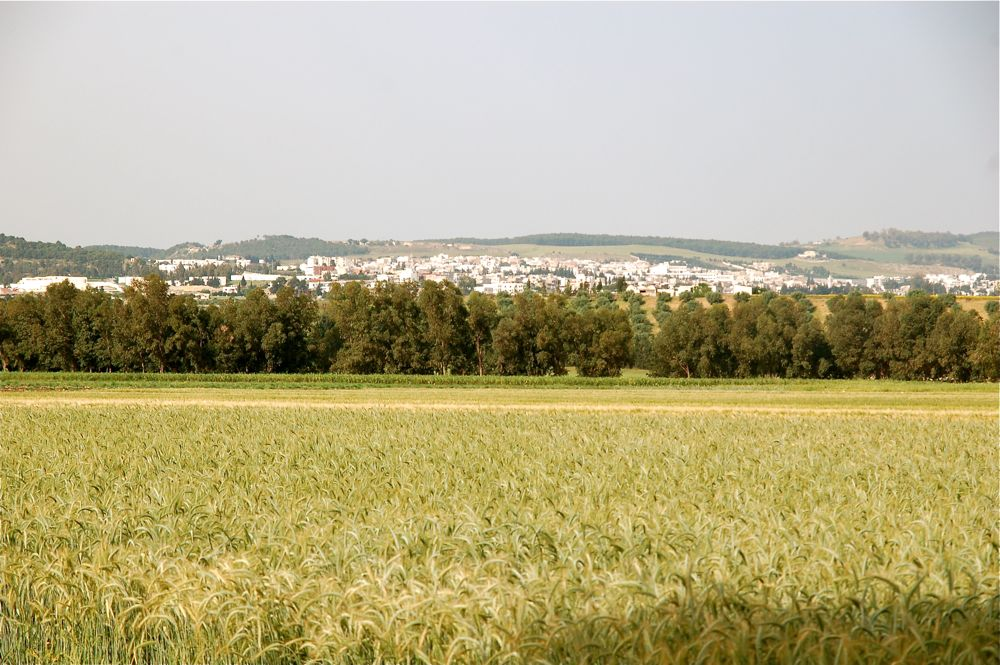
Champs dans les environs de Béja.
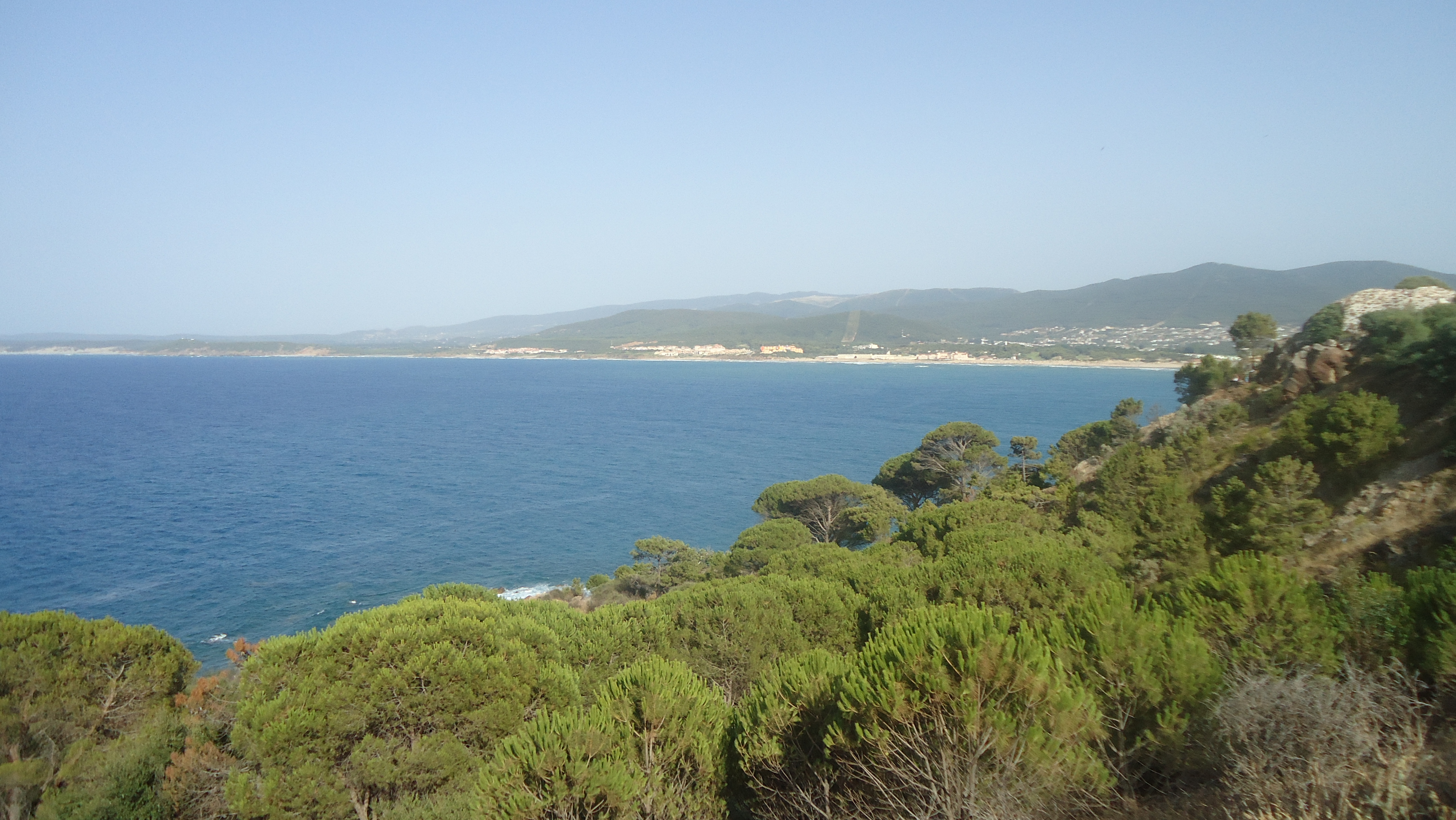
Vue de la côte dans la région de Béja.

### Climat
La région se distingue par le climat le plus pluvieux de Tunisie avec des précipitations annuelles dépassant les 1 000 millimètres[réf. nécessaire].

### Urbanisation
Le Nord-Ouest est classé parmi les régions les plus rurales du pays, avec seulement 41 % des habitants de la région vivant en milieu urbain en 2014.
Les villes principales du Nord-Ouest sont Béja, la plus peuplée dans la région, Le Kef, ville d'origine de Hussein Ier Bey, fondateur de la dynastie beylicale husseinite, et Jendouba, principal pôle universitaire.
| Rang | Nom           | Gouvernorat | Nombre d'habitants |
| ---- | ------------- | ----------- | ------------------ |
| 1    | Béja          | Béja        | 56 677             |
| 2    | Le Kef        | Le Kef      | 45 191             |
| 3    | Jendouba      | Jendouba    | 43 997             |
| 4    | Siliana       | Siliana     | 24 243             |
| 5    | Medjez el-Bab | Béja        | 20 308             |
| 6    | Bou Salem     | Jendouba    | 20 098             |
| 7    | Ghardimaou    | Jendouba    | 19 688             |
| 8    | Tajerouine    | Le Kef      | 18 185             |
| 9    | Tabarka       | Jendouba    | 15 634             |
| 10   | Dahmani       | Le Kef      | 14 061             |
| 11   | Makthar       | Siliana     | 12 942             |
| 12   | Testour       | Béja        | 12 732             |
| 13   | Bou Arada     | Siliana     | 12 273             |
| 14   | Téboursouk    | Béja        | 10 987             |
| 15   | Gaâfour       | Siliana     | 10 399             |

### Axes de communication et transports

#### Autoroute

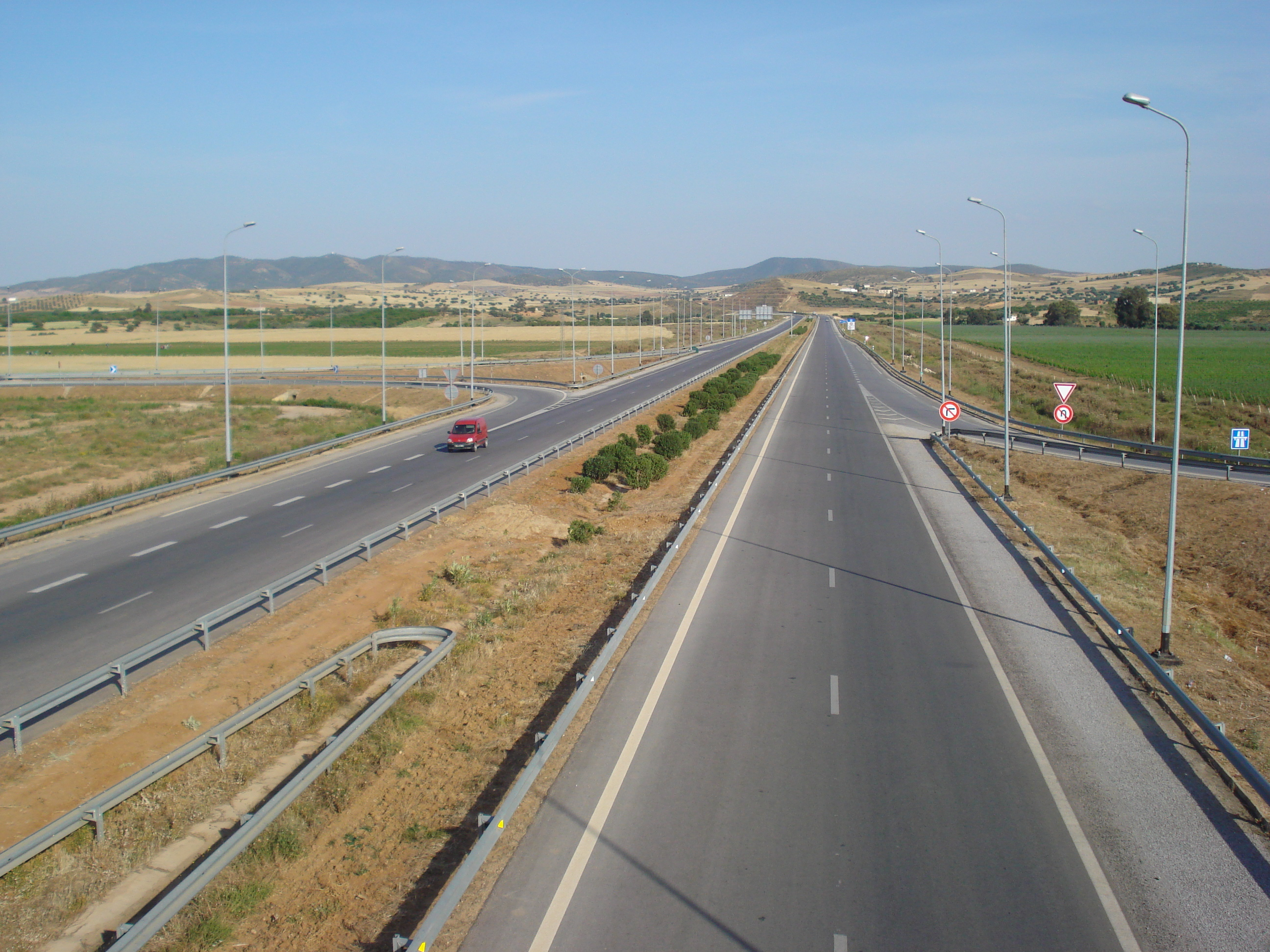
Autoroute Tunis-Béja.

Le Nord-Ouest tunisien est desservie par l'autoroute A3 qui relie la capitale Tunis à Bou Salem.

#### Aéroport
La région compte un aéroport international, celui de Tabarka-Aïn Draham.

## Politique et administration

### Maires

#### Gouvernorat de Béja
- Béja : Yasser Gharbi[6]
- El Maâgoula : Ibrahim Zaaguari[7]
- Goubellat : Aymen Riahi[8]
- Medjez el-Bab : Mohamed Jalel Grira[9]
- Nefza : Ridha Aloui[10]
- Ouechtata El Jamila : Moncef Dallai[11]
- Sidi Ismaïl : Mohamed Habib Kouki[11]
- Slouguia : Sofien Trabelsi[11]
- Téboursouk : Anis Betaher[11]
- Testour : Mohamed Mensi[12]
- Thibar : Wafa Taboubi[13]
- Zahret Medien : Sami Mansouri[11]

#### Gouvernorat du Kef
- Dahmani : Tarak Sahli[14]
- Jérissa : Lamine Salmani[15]
- El Ksour : Ramzi Krichi[14]
- Kalâat Khasba : Hamza Chikhaoui[15]
- Kalaat Senan : Hana Amri[10]
- Le Kef : Amor Idoudi[16]
- Menzel Salem : Hanan Othmani[17]
- Nebeur : Ramzi Dachraoui[18]
- Sakiet Sidi Youssef : Mohamed Ouled Karia[19]
- Le Sers : Adel Ayari[18]
- Tajerouine : Tarak Jallali[17]
- Touiref : Nabil Garchi[18]

#### Gouvernorat de Jendouba
- Aïn Draham : Abderrahman Soltani[20]
- Beni M'Tir : Nabil Bleli[21]
- Bou Salem : Hachemi Bengueji[22]
- Fernana : Nouri Machergui[23]
- Ghardimaou : Mohamed Kahleni[24]
- Jendouba : Hassan Mouelhi[25] puis Jaouhar Triki[26]
- Oued Meliz : Hichem Marzouki[27]
- Tabarka : Noureddine Ben Sassi[28] puis Chokri Zouaoui[29]

#### Gouvernorat de Siliana
- Bargou : Hatem Mansi[30]
- Bou Arada : Mongi Metjaoual[15]
- El Aroussa : Chawki Riahi[14]
- El Krib : Lotfi Sliti[30]
- Gaâfour : Moez Oueslati[30]
- Kesra : Chaabane Hamzaoui[30]
- Makthar : Chedli Louati[30]
- Rouhia : Houcine Sokrani[12]
- Sidi Bou Rouis : Samir Ferchichi[30]
- Siliana : Abdelhamid Hamami[31]

### Administration

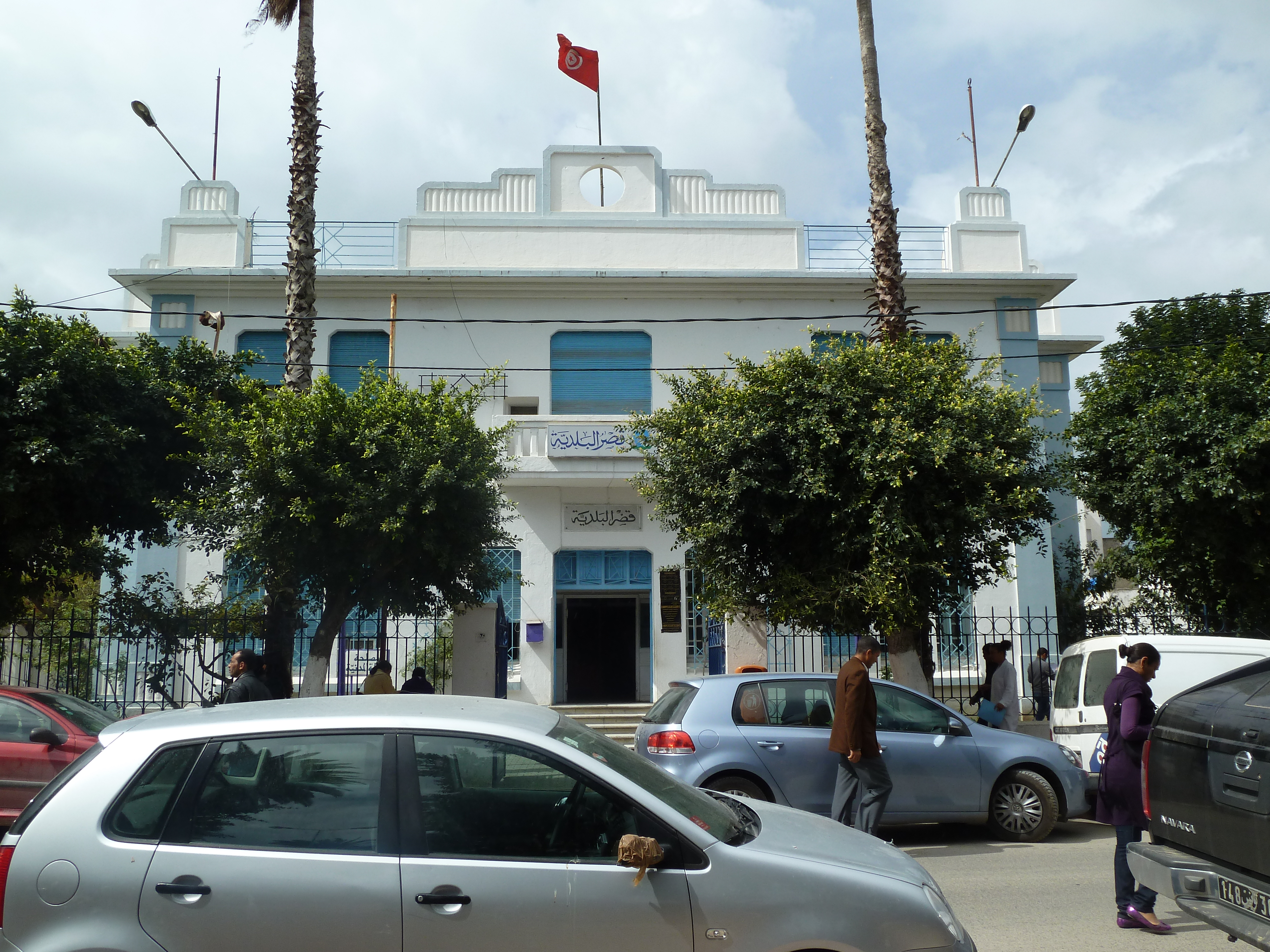
Siège de la municipalité de Jendouba.

En 2004, la région Nord-Ouest regroupe administrativement quatre gouvernorats, ceux de Béja, du Kef, de Jendouba et de Siliana, quarante délégations, 38 municipalités et 369 imadas.

## Économie
Le produit intérieur brut (PIB) du Nord-Ouest tunisien est estimé à 6 503,3 milliards de dinars en 2016 (contre 5 141,3 milliards en 2013), avec une contribution régionale au PIB nominal tunisien de 7,2 % (contre 6,8 % en 2013).

### Agriculture et agroalimentaire
Le Nord-Ouest est la deuxième région agricole en Tunisie en termes de contribution à l'activité totale, avec une contribution de 19,5 % en 2016, tandis que cette région est la première région agricole du pays pour la production du blé (54 % de la production nationale avec 908 000 tonnes), des viandes rouges (40 % avec 38 200 tonnes) et du lait (30 % avec 297 800 tonnes).

### Industrie
L'industrie est un secteur très faible dans le Nord-Ouest tunisien, avec une contribution régionale l'industrie non manufacturière de 3,5 % et une contribution à l'industrie manufacturière de 1,1 % en 2016 (soit la plus faible contribution régionale du pays).

### Services
Malgré une augmentation des services non marchands en Tunisie entre 2013 et 2016, la contribution régionale du Nord-Ouest tunisien dans ce secteur est restée stable avec une contribution régionale de 5,6 %. Quant aux services marchands, le Nord-Ouest contribue à 10,9 % des richesses créées dans ce secteur.

## Population et société

### Démographie
Le peuplement du Nord-Ouest est peu dense : le nombre d'habitants de la région est en 2007 estimé à 1 213 900 habitants, soit 11,9 % de la population nationale. Le rythme de croissance démographique de la région est le plus faible du pays (-0,1 % par an entre 1994 et 2004), le solde migratoire étant négatif (-45 224 habitants entre 1999 et 2004).
Le gouvernorat le plus peuplé de la région est celui de Jendouba (419 900 habitants soit 34,59 % de la population totale), suivi par celui de Béja (303 200 habitants soit 24,99 %), du Kef (257 500 soit 21,21 %) et de Siliana (233 300 soit 19,21 %).

### Éducation
- Université de Jendouba

### Santé

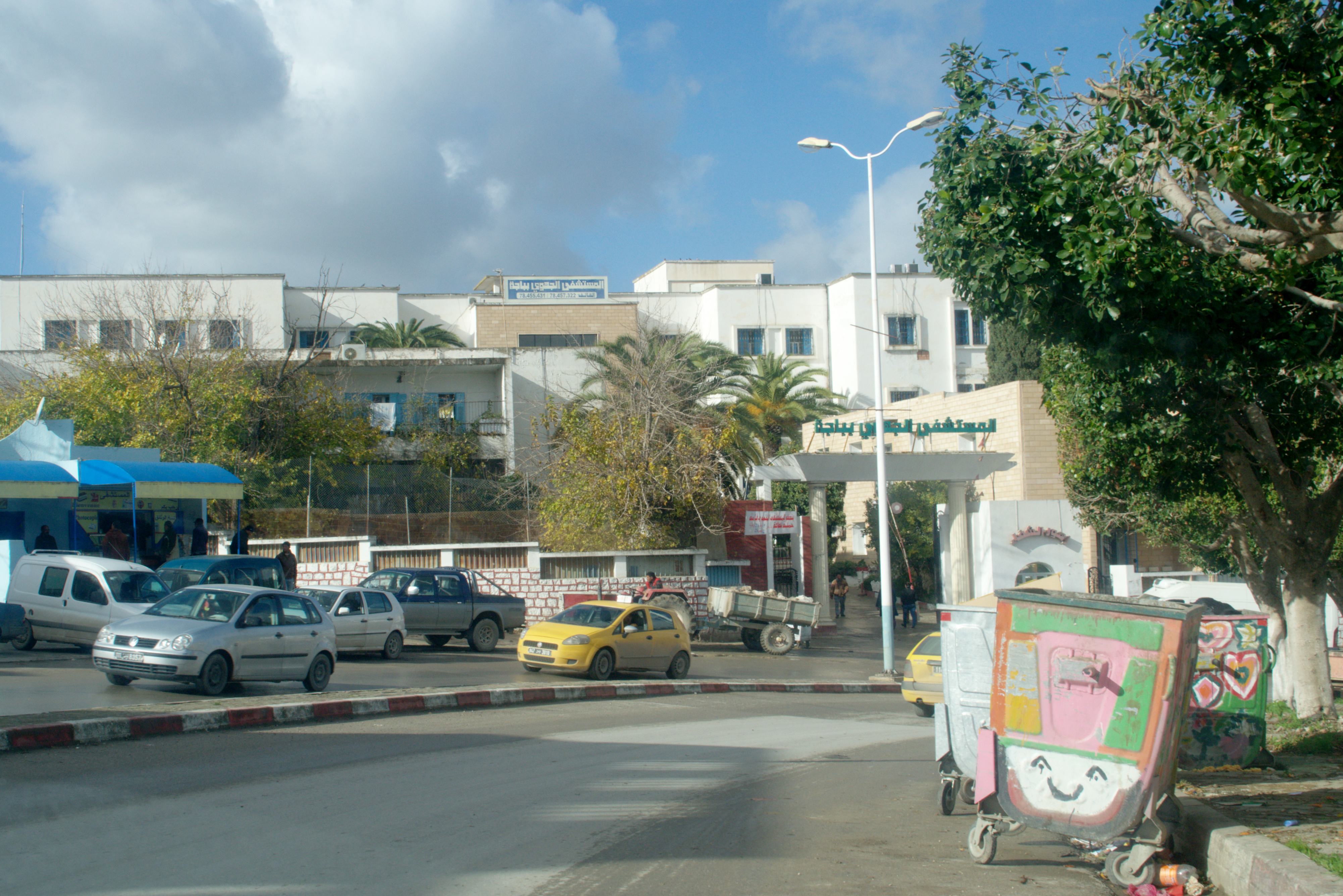
Hôpital régional de Béja.

La région compte six centres hospitaliers régionaux dans les villes de Jendouba, Béja, Le Kef, Siliana, Medjez el-Bab et Tabarka ; un sixième est en prévision dans la ville de Ghardimaou.

### Sport
| Club                    | Sport            | Ligue      | Stade/Salle                  | Capacité | Date de fondation |
| ----------------------- | ---------------- | ---------- | ---------------------------- | -------- | ----------------- |
| Olympique de Béja       | Football         | Ligue I    | Stade Boujemaa-Kmiti         | 8 000    | 1929              |
| Olympique du Kef        | Football         | Ligue II   | Stade du Kef                 | 9 000    | 1922              |
| Jendouba Sports         | Football         | Ligue II   | Stade municipal de Jendouba  | 4 000    | 1922              |
| Club sportif de Makthar | Football         | Ligue III  | Stade de Makhtar             | ?        | 1942              |
| Avenir sportif de Béja  | Volley-ball      | Division A | Salle omnisports de Béja     | 2 500    | ?                 |
| Rugby Club Béja         | Rugby à XV       | Ligue I    | Stade Boujemaa-Kmiti         | 8 000    | 1969              |
| Club athlétique du Kef  | Basket-ball      | Ligue II   | Salle omnisports du Kef      | ?        | ?                 |
| Jendouba Sports         | Handball         | Division A | Salle omnisports de Jendouba | ?        | 1922              |
| ISSEP du Kef            | Football féminin | Ligue I    | Stade du Kef                 | 9 000    |                   |

### Médias
- Radio Le Kef

### Religion
La majorité de la population de la région est de confession musulmane sunnite. Malgré la présence historique des communautés juive et chrétienne, la plupart de leurs membres ont migré vers l'Europe, notamment la France.

## Patrimoine culturel
La région compte 296 monuments historiques et archéologiques classés par l'Institut national du patrimoine : 122 dans le gouvernorat de Béja, 89 dans le gouvernorat de Siliana, 49 dans le gouvernorat de Jendouba et 36 dans le gouvernorat du Kef.

### Sites classés au patrimoine mondial
Dans la région du Nord-Ouest, il n'existe qu'un seul site classé au patrimoine mondial : le site archéologique de Dougga.

Dougga
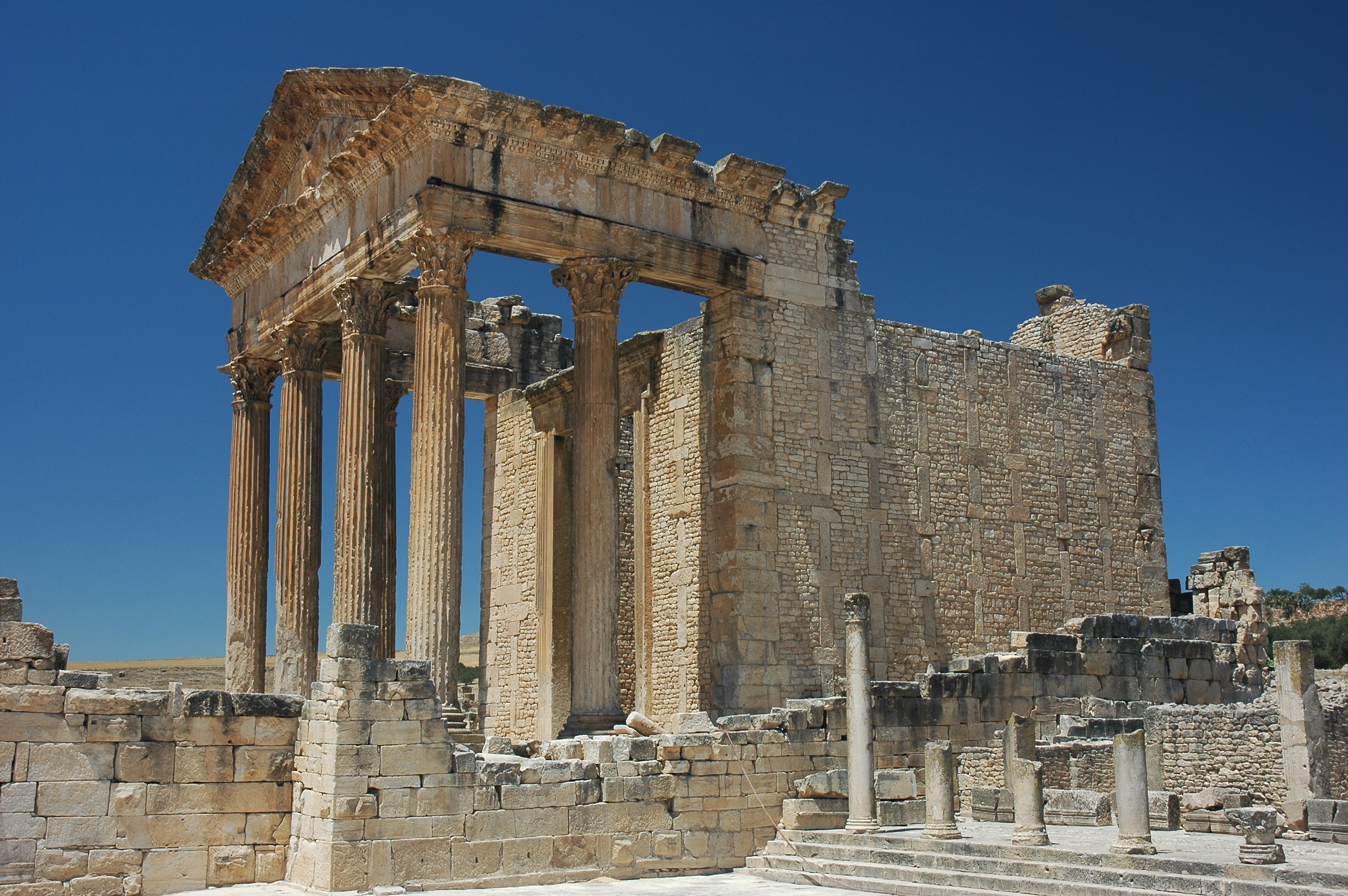
Capitole en 2008.
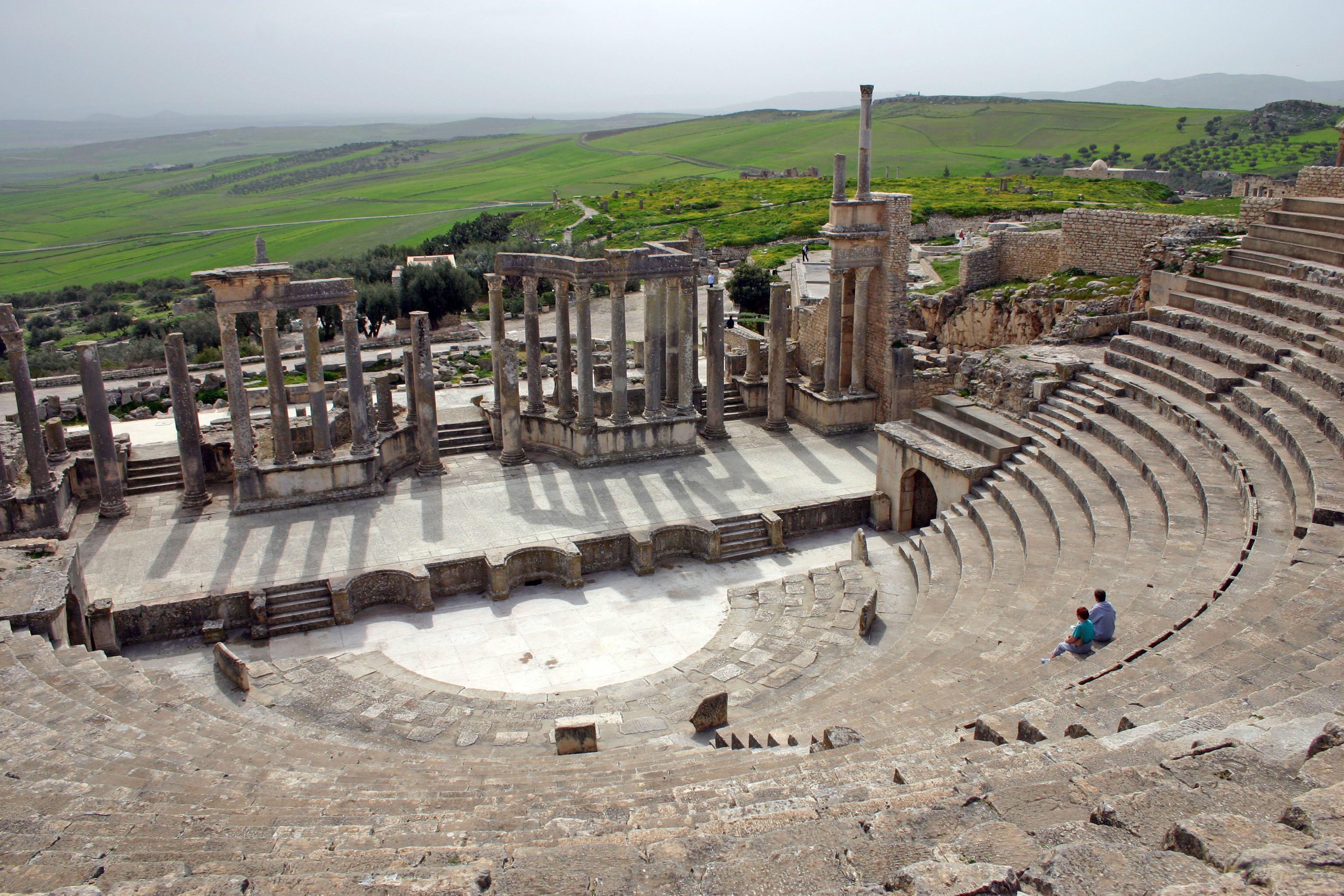
Théâtre.
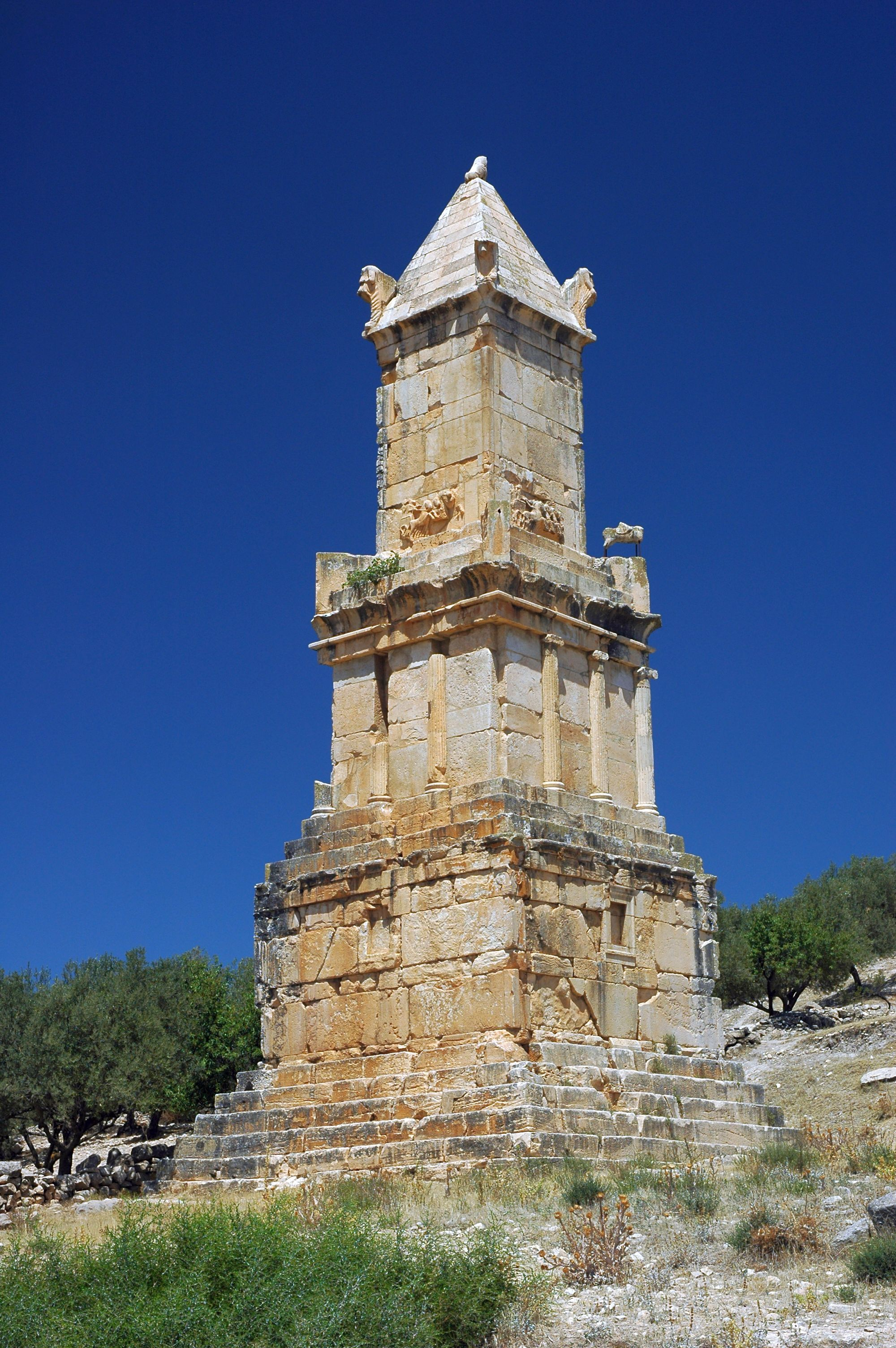
Mausolée libyco-punique dans son état actuel.
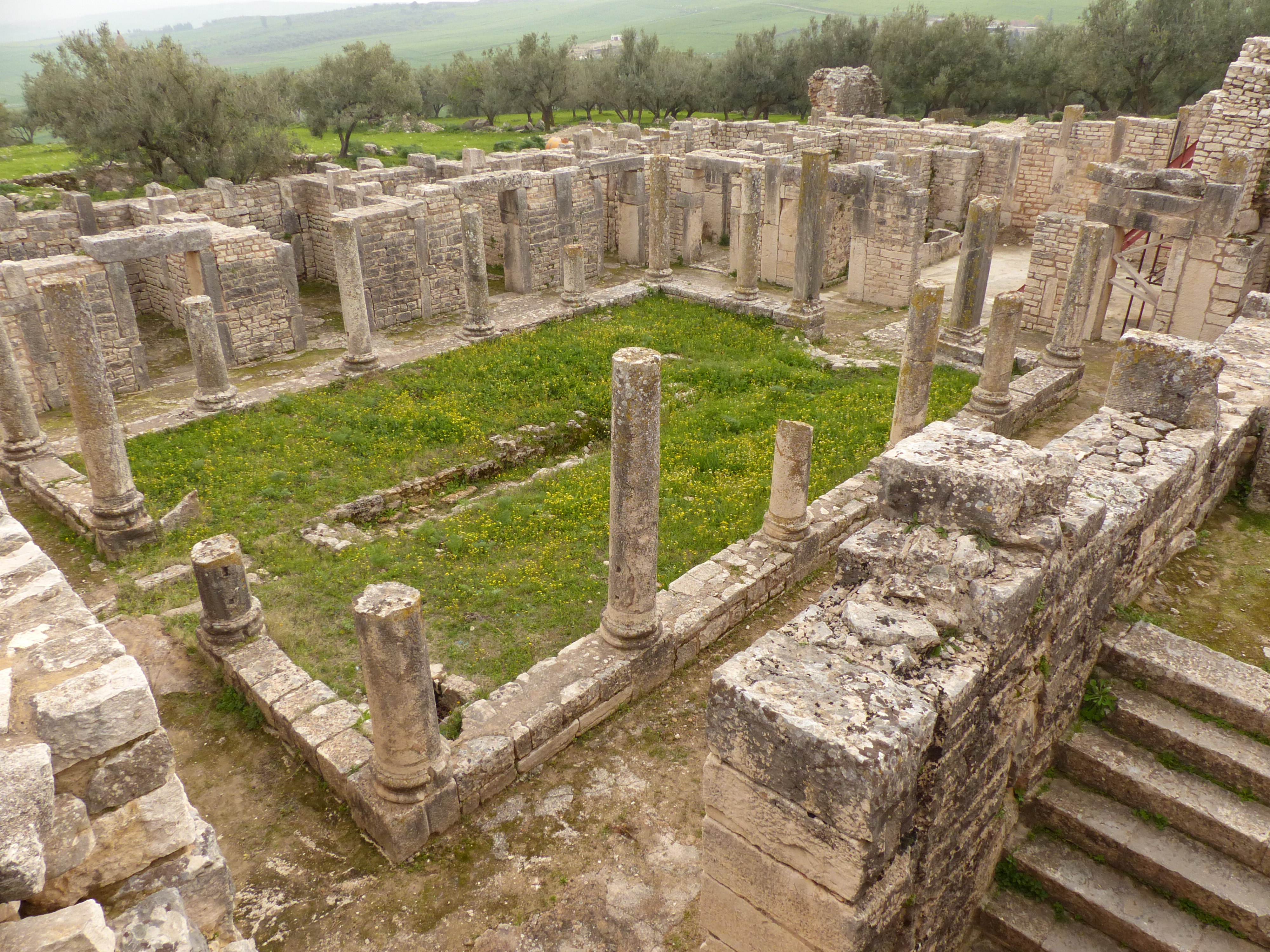
Cour de la villa du trifolium en 2014.

### Sites antiques
La région compte plusieurs sites antiques, les plus célèbres d'eux étant :
- Aïn Tounga
- Althiburos
- Apisa Maius
- Assuras
- Bulla Regia
- Chemtou
- Chusira
- Djebel Gorra
- Makthar
- Uchi Maius
- Musti
- Sicca
- Thacia
- Thigibba
- Thuburnica
- Thunusuda
- Uzappa
- Vallis
- Zama Regia

Sites antiques
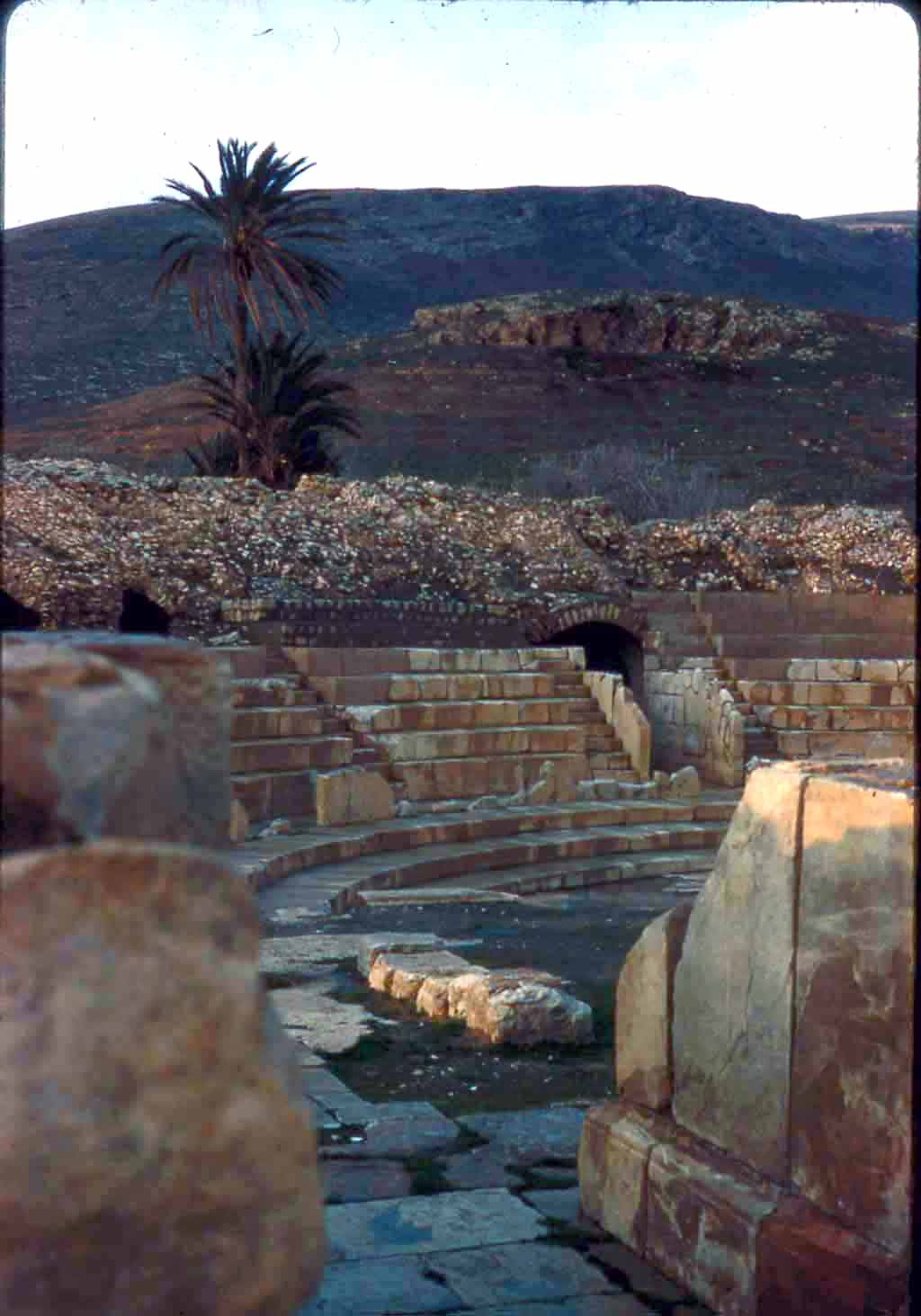
Vue de la colline de Chemtou depuis le théâtre de Bulla Regia.
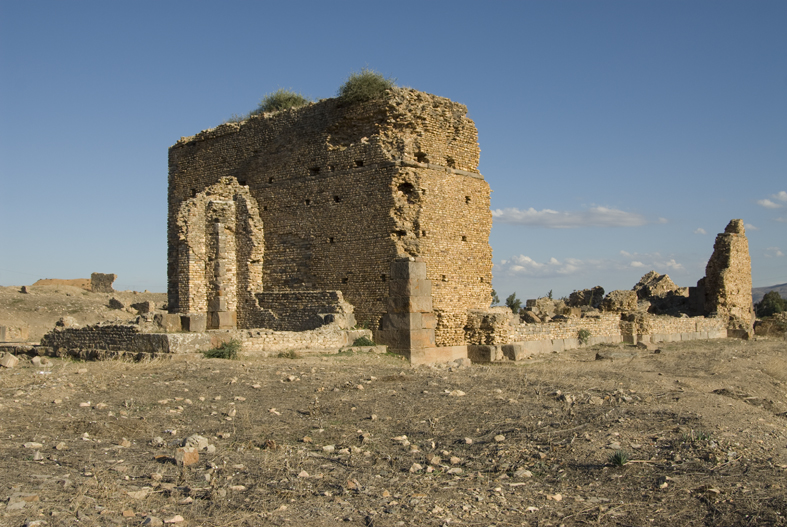
Basilique romaine près du forum de Chemtou.
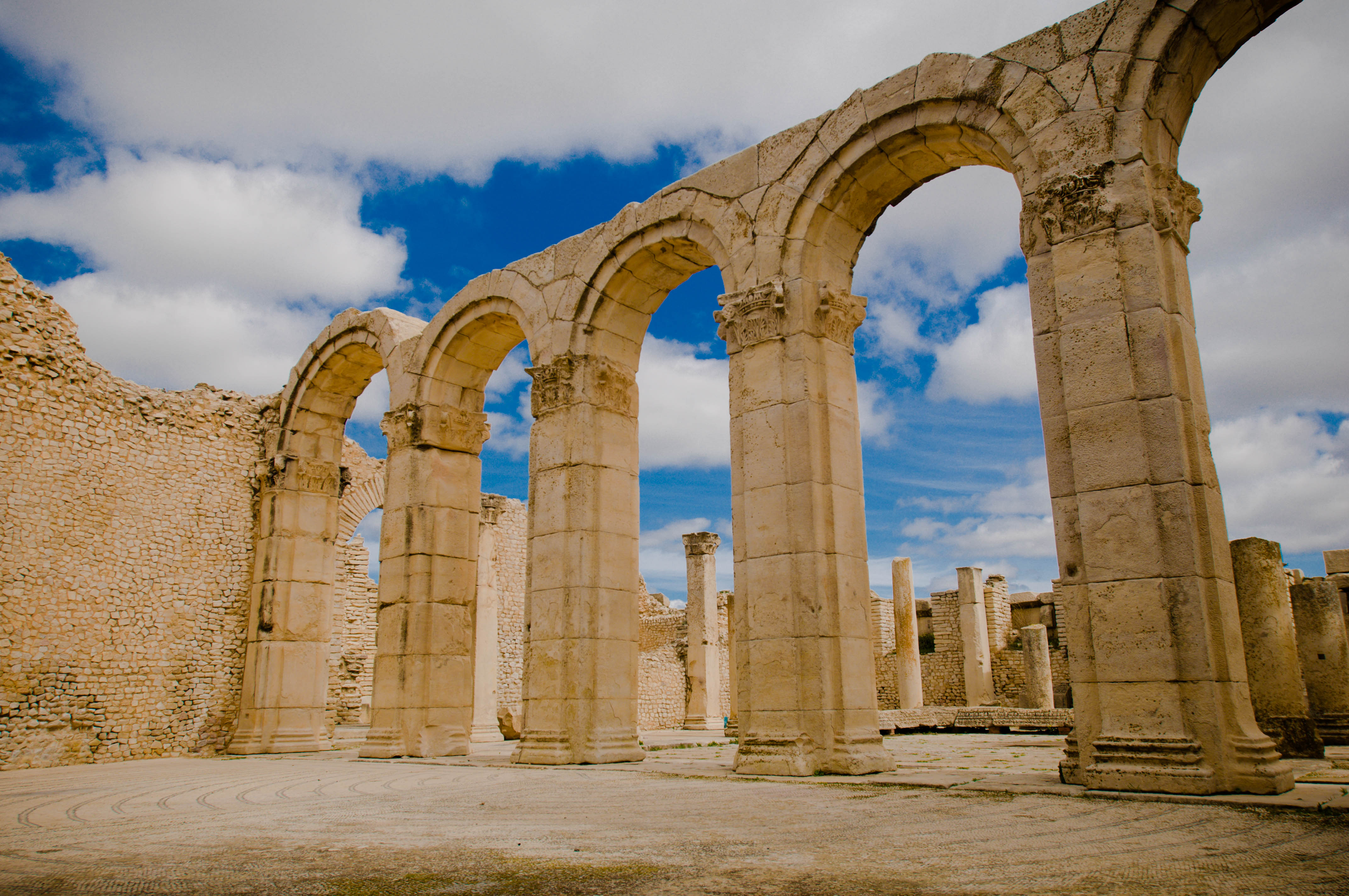
Arcades des Grands thermes du sud à Makthar.
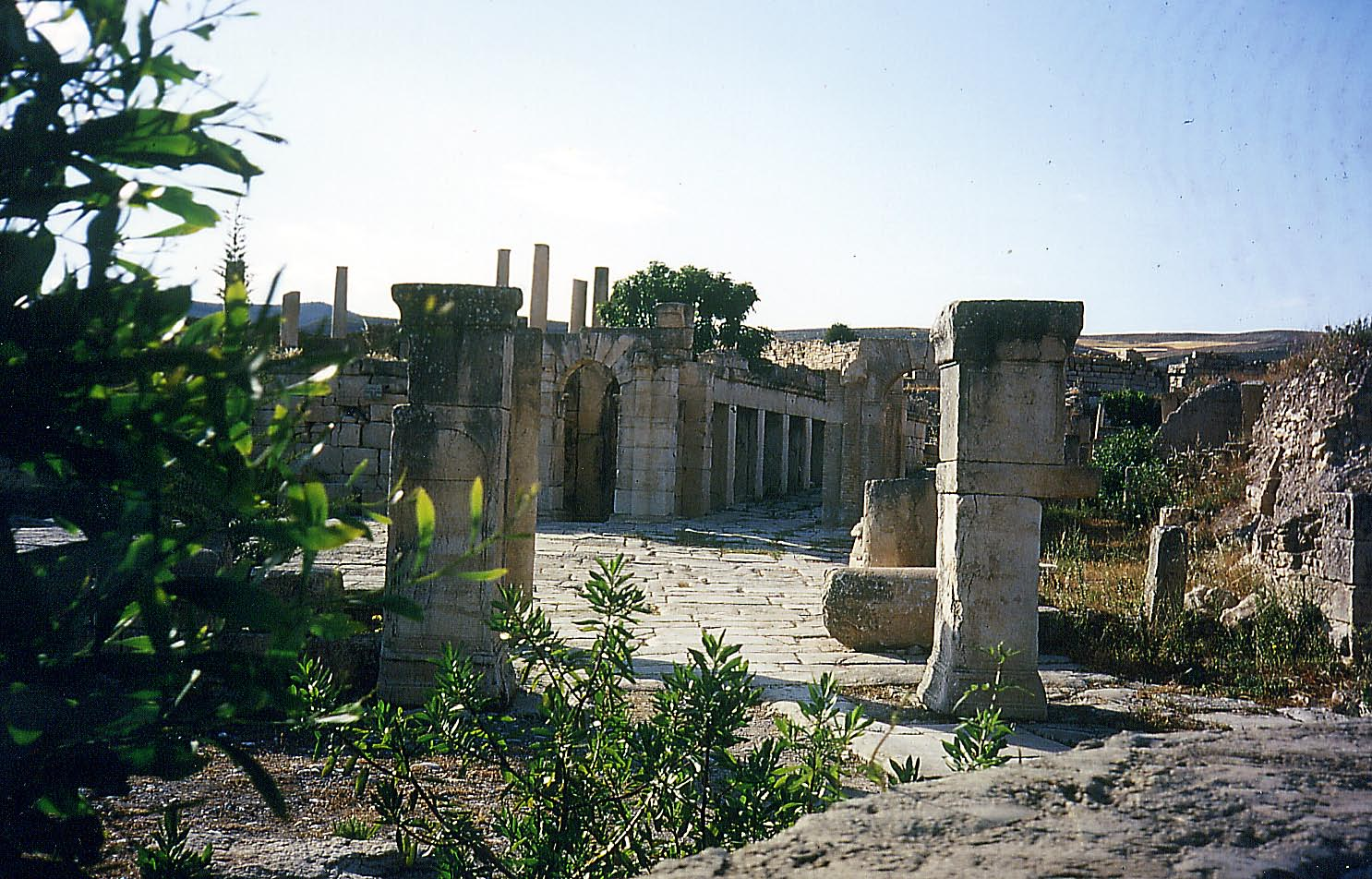
Ruines de Musti.

### Bâtiments d'intérêt historique
- Grande Mosquée de Testour
- Mégalithes d'Ellès
- Citadelle de Béja
- Basilique Saint-Pierre du Kef
- Mausolée Sidi Bou Makhlouf
- Synagogue de la Ghriba (Le Kef)
- Kasbah du Kef
- Fort génois de Tabarka

Bâtiments d'intérêt historique
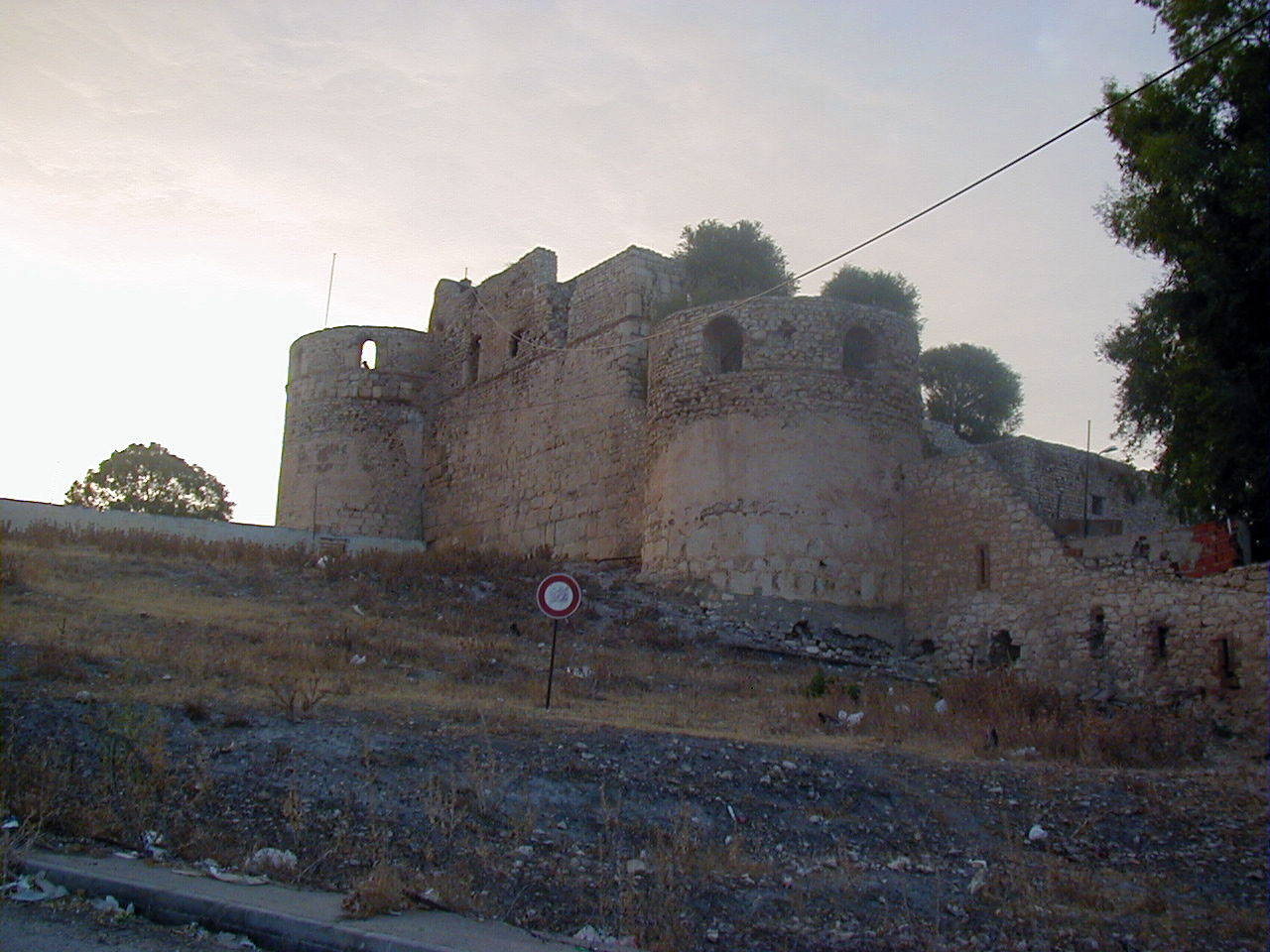
Citadelle de Béja.
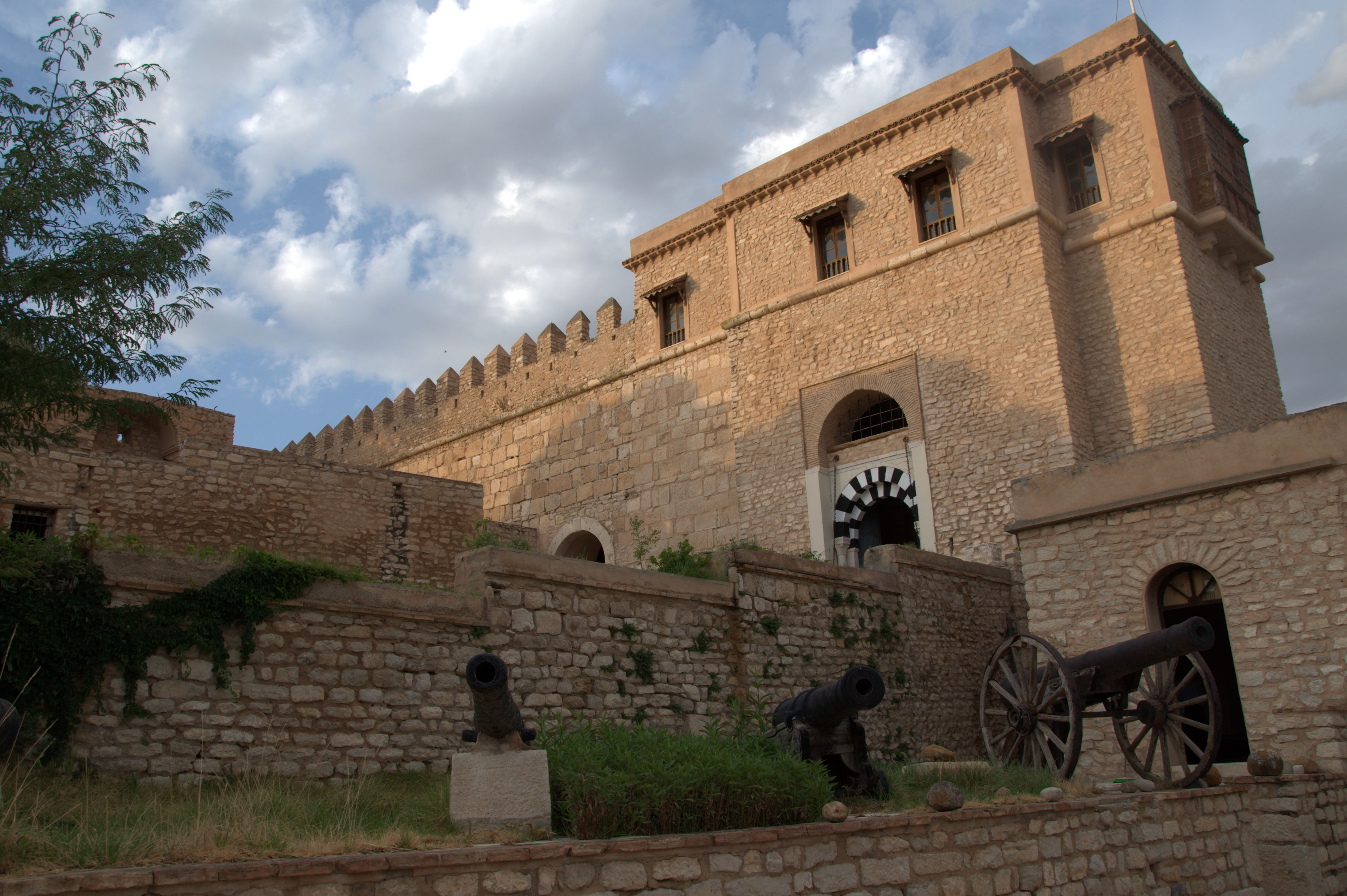
Kasbah du Kef.
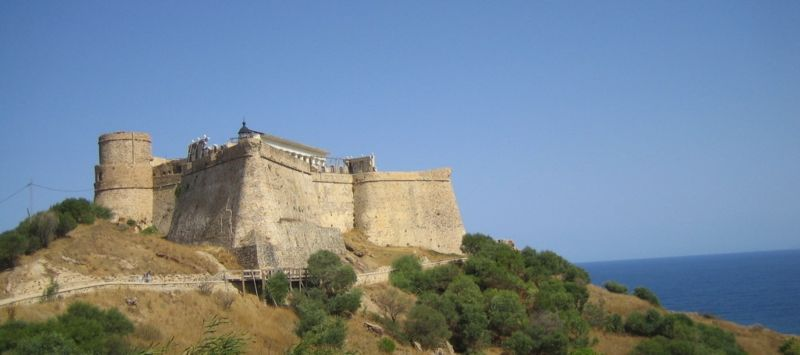
Fort de Tabarka.
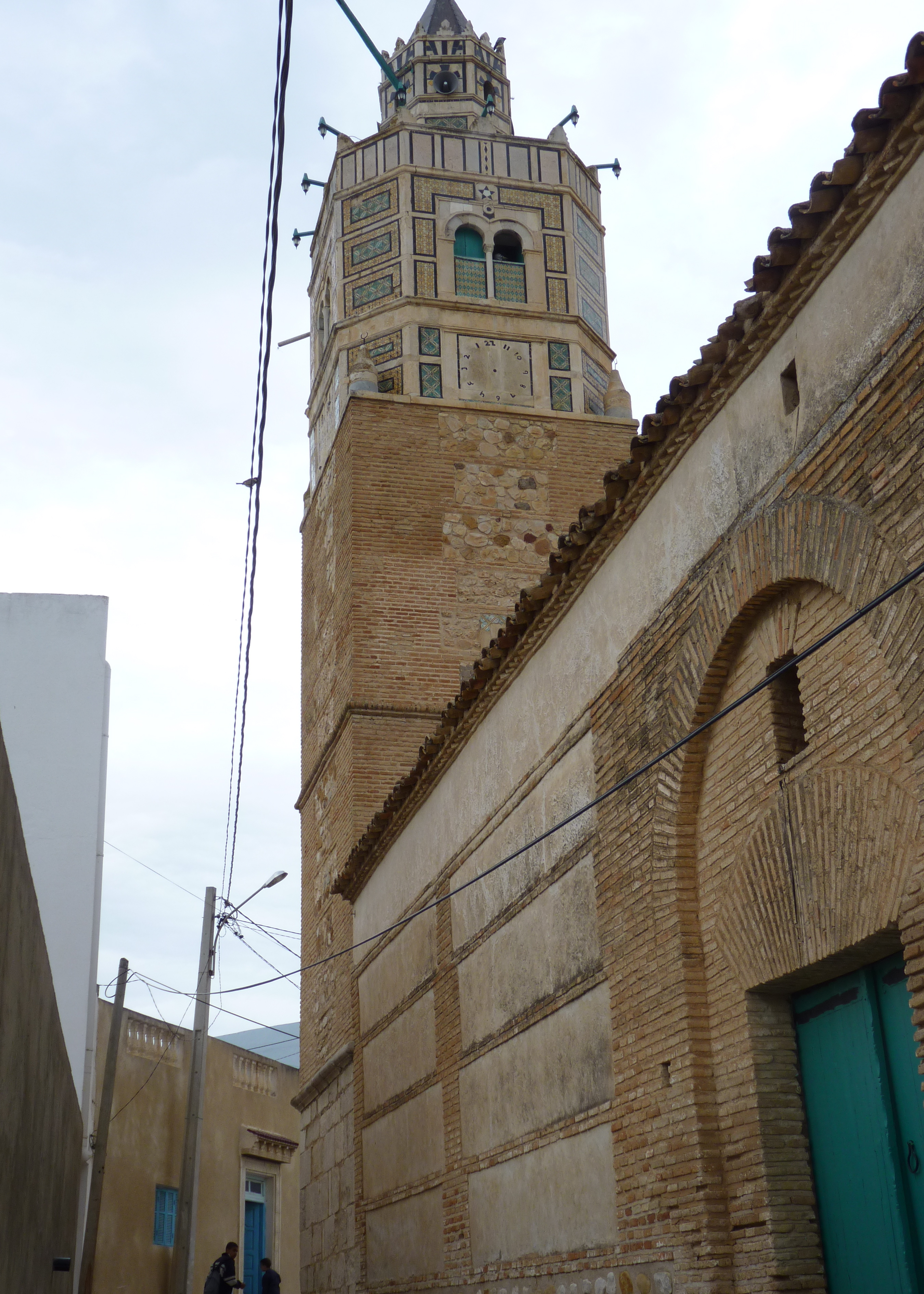
Vue de la Grande Mosquée de Testour.
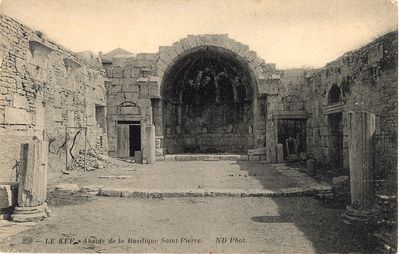
Basilique Saint-Pierre du Kef vers 1920.
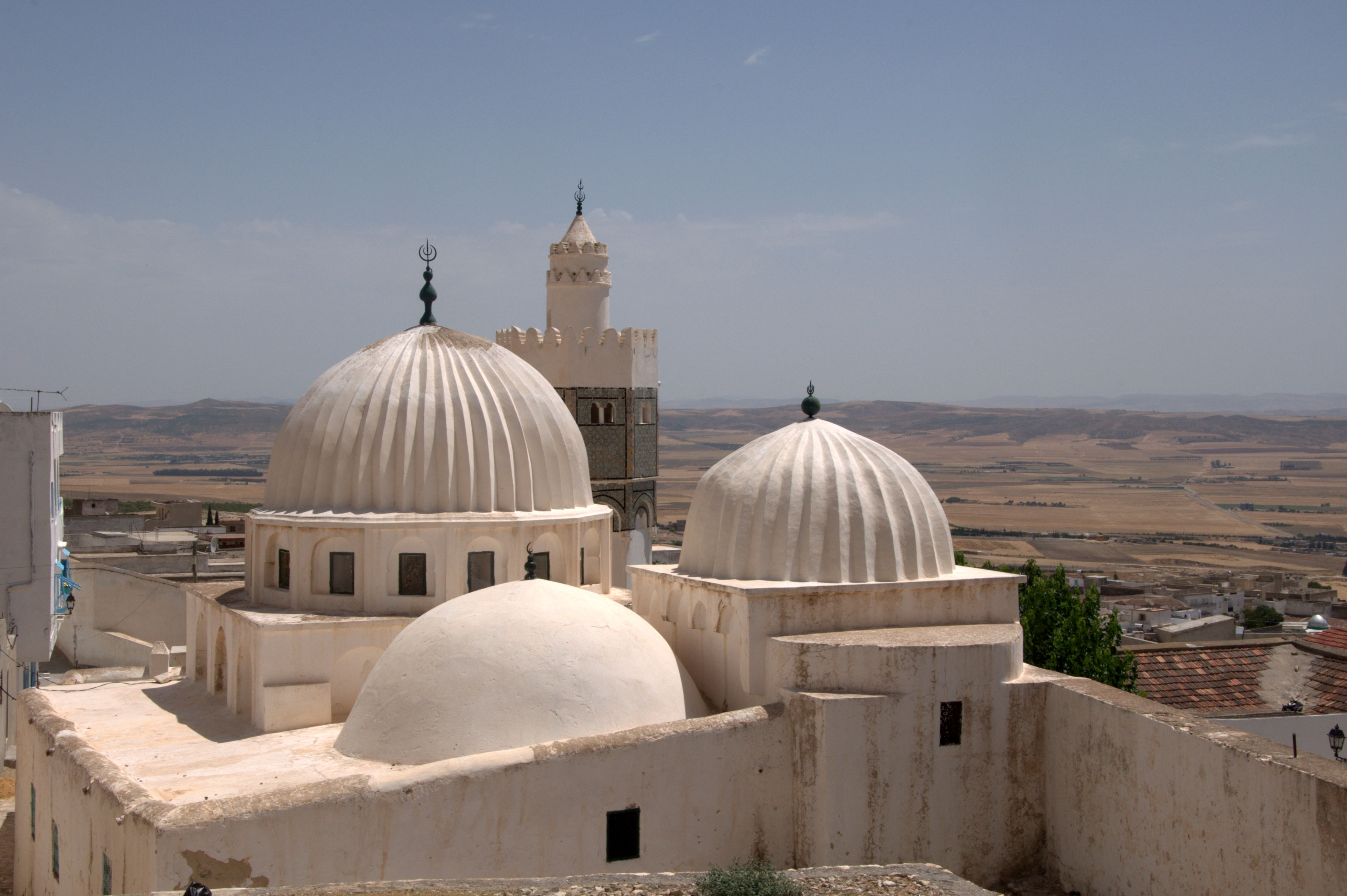
Coupoles du mausolée Sidi Bou Makhlouf.

### Gastronomie
- Borzgane